# Kuo Hszing-je
Kuo-hszing-je (國姓爺, Guóxìngyé) (Wade-Giles átírással: Kuo-hsing-yeh, az angolban elterjedt írásmód szerint: Koxinga) vagy eredeti nevén Cseng Csenggong (鄭成功, Zhèng Chénggōng)  (1624–1662) a Ming-dinasztia egyik hadvezére volt, nem sokkal a dinasztia bukása előtt. Ő vezette délen a hódító mandzsuk, illetve az általuk alapított Csing-dinasztia ellen a kínai ellenállást Tajvan szigetén, amelyet 1662-ben foglalt el a hollandoktól. Kuo-hszing-je életének számos mozzanatát az egymásnak ellentmondó legendák miatt szinte lehetetlen tisztán látni.

## Gyermekkora
Kuo-hszing-je apja Cseng Csilong volt, kínai kereskedő és kalóz, anyja pedig Tagava Macu, egy japán nő. 1624-ben született a japán Nagaszaki prefektúrában található Hirado városban. Hétéves koráig itt nevelkedett, amikor szüleivel együtt Kínába, Fujian tartományba költözött. Tanulmányait a  Nanking Kuocecsien (Nankingi Császári Egyetem) egyetemen végezte. Japánban nevének japán változata alapján mint Tei Szeikó, vagy népszerűbb változatában Kokuszenja ismert.

## A Ming-császárok hűséges támogatója
1644-ben a Ming-császárok fővárosát, Pekinget elfoglalták a Li Ce-cseng (李自成, Lĭ Zìchéng) vezetése alatt álló lázadók és az utolsó Ming császár, Csu Ju-csien (朱由檢) a pekingi Szén-dombon felakasztotta magát. Wu Sangui tábornok vezetése alatt a mandzsuk serege legyőzte a lázadókat és bevette a fővárost.
A Jangce folyótól délre eső területeken azonban a Ming-dinasztia hívei továbbra is ellenálltak a hódítóknak, a mongol származású mandzsuknak. ezek közül az egyik volt Tang herceg, aki Fucsien tartományban átvette a hatalmat, részben Cseng Csilong segítségével. Amikor a Csing-dinasztia csapatai elfogták Tang herceget, Kuo-hszing-je éppen Fucsien tartomány egyik városában, Csangcsouban toborzott katonákat apja megbízásából. Miután meghallotta, hogy a herceget elfogták és apja is kész behódolni az új császárnak, apjához sietett, hogy lebeszélje, aki elutasította.

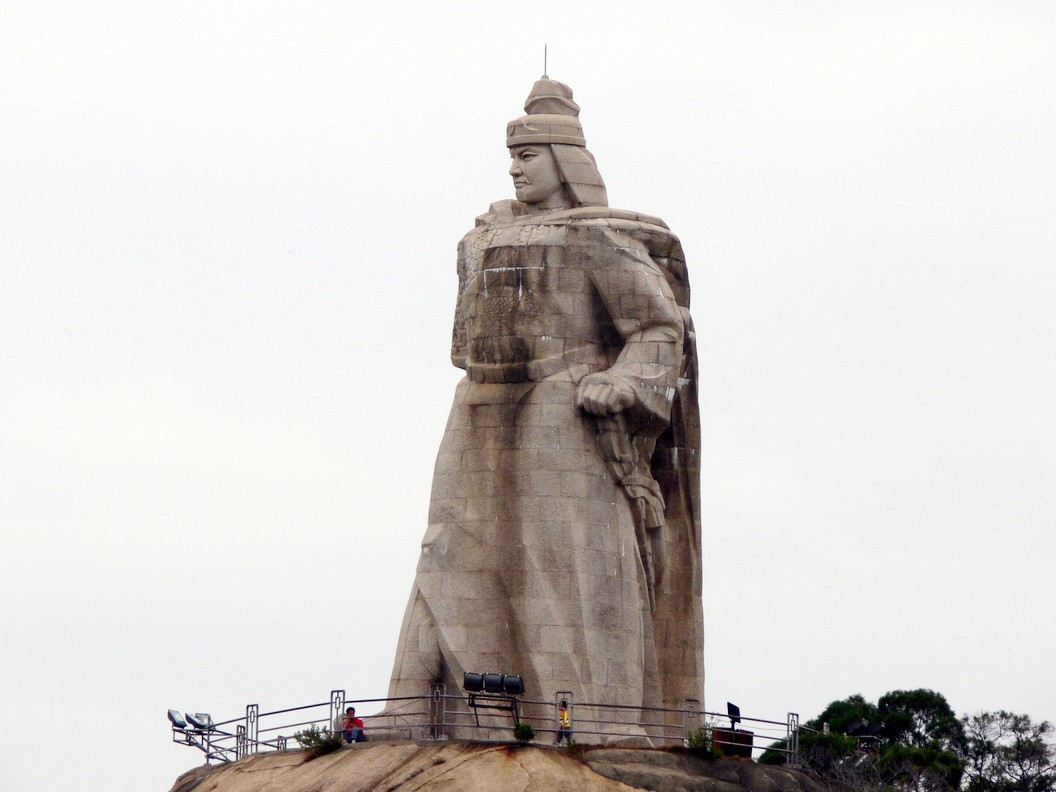
Cseng Csenggong szobra

## Anyja halála
Nem sokkal ezután a Csingek serege elfoglalta Kuancsou városát és ekkor Kuo-hszing-je anyja vagy öngyilkosságot követett el vagy pedig a támadók megerőszakolták és megölték. Kuo-hszing-je a hír hallatán seregét a város ellen vezette és legyőzte a Csing sereget. Miután anyját tisztességesen eltemette, a város mellett álló konfuciánus templomba ment, ahol a legenda szerint elégette korábbi ruháit és könnyes szemmel így imádkozott: „A múltban jó konfuciánus alattvaló voltam és szüleim szófogadó gyermeke. Most csak egy árva vagyok, császár nélkül. Nincs hazám és nincs otthonom. Megesküdtem, hogy a Csingek ellen küzdök utolsó leheletemig, de apám feladta magát nekik, és nekem nem marad más, mint megtagadni apám akaratát. Kérlek, bocsáss meg nekem.”
Kuo-hszing-je ekkor összegyűjtötte harcostársait és hűséget esketett velük a Ming-dinasztiának.

## Küzdelme a Csing-dinasztia ellen
Kuo-hszing-je ezután katonákat küldött a Csing seregek ellen Fucsien és Kuangtung tartományokban. Csangcsou és Kuancsou városok védelme után támadást indított Nanking ellen és már a város falai alatt járt, amikor a Csing-uralkodó hatalmas sereget küldött ellene. A rákövetkező csatában számos hadvezére elesett és nem maradt más választása, mint a visszavonulás.

## Partraszállás Tajvanban
1661-ben Kuo-hszing-je csapatai élén partra szállt Tajvanban és ostrom alá vette a szigetet uraló hollandok legnagyobb erődítményét, a Fort Zeelandiát. 1662. február 1-jén az erődöt védő Frederik Coyet, Tajvan holland kormányzója, megadta magát, miután szabad elvonulást ígértek nekik és a jávai holland gyarmatokról nem érkezett semmilyen utánpótlás. A 38 éves holland gyarmati uralom megszüntetése után Kuo-hszing-je haladéktalanul nekilátott, hogy a szigetet a Csing-dinasztia elleni ellenállás egyik fellegvárává tegye.
Hamarosan, 1662. június 23-án, 38 éves korában maláriát kapott és meghalt. A korabeli legenda szerint halálát nem a fertőzés, hanem gutaütés okozta, amit apja halálhíre váltott ki. Utódja, rövid belvillongások után fia, Cseng Jing lett.

## Öröksége

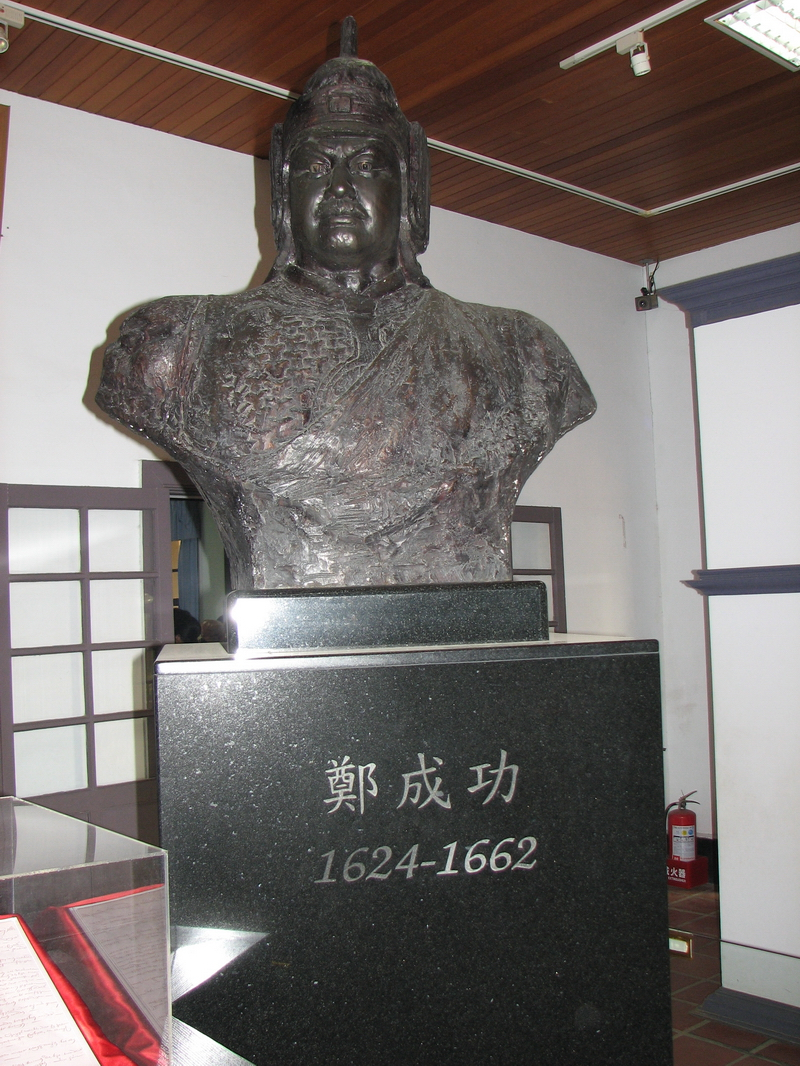
Kuo-hszing-je szobra a Fort Anping-ben (korábban Fort Zeelandia)

Kína part menti tartományaiban, elsősorban Fucsienben és Tajvanon, illetve a kínai diaszpórában Kuo-hszing-jét ma is nagy tisztelet övezi. Tajnan városában templomot építettek Kuo-hszing-je és anyja tiszteletére.
A 18. században a japán Csikamacu Monzaemon drámát írt Kuo-hszing-je küzdelmei címmel Kokuszenja Kasszen, 国姓爺合戦), amelyet a kiotói császári udvar előtt adtak elő. 2001-ben film készült az életéről Cseng Cseng-kung  1661 (Yingxiong Zheng Chengong, 鄭成功 1661) címmel, a főszerepet Csao Ven-cso játszotta. Japánban a már említett darab után Kokuszenja Kasszen (国姓爺合戦) néven vetítették a filmet.
Kuo-hszing-je életét és küzdelmeit napjaink politikusai is felhasználják. A kommunista Kínában azért tisztelik, mert elfoglalta Tajvant a hollandoktól és egyesítette Kínával. Tajvanon éppen ellenkezőleg, azért tisztelik, mert szembeszállt a kínai császárság idegen hódítóival. A Tajvant 1949 óta irányító Kuomintang ezért nemzeti hősnek kiáltotta ki, és igen gyakran hasonlította a párt vezetőjéhez, Csang Kaj-sek generalisszimuszhoz.
A második világháború során a Tajvant megszálló japánok pedig a kínai és a japán népet összekötő személyként tisztelték.